# Радіотехнічні війська
Радіотехні́чні війська́ (РТВ) — рід військ у складі Повітряних сил, військ ППО країни, сухопутних військ і ВМС. Призначені для ведення радіолокаційної розвідки (англ. RADINT) повітряного, наземного і морського противника, пізнання виявлених цілей і оповіщення про них військ ППО, ін. видів збройних сил, забезпечення наведення винищувачів на ціль, дій зенітних військ і виконання інших завдань.
РТВ з'явилися в Збройних Силах СРСР і деяких іноземних арміях перед Другою світовою війною 1939—1945 рр. В організаційному відношенні вони складаються з частин і підрозділів. Мають на озброєнні станції радіолокації різного призначення, що мають властивості виявлення повітряного противника на великих дальностях, високу точність визначення координат, надійною перешкодостійкістю.
На РТВ покладаються такі завдання:
- ведення радіолокаційної розвідки повітряного противника;
- радіолокаційне забезпечення управління військами (силами);
- радіолокаційне забезпечення бойових дій (бойового застосування) з'єднань і військових частин ЗРВ, авіації, військових частин і підрозділів РЕБ;
- радіолокаційне забезпечення польотів авіації за планами бойової підготовки;
- контроль за дотриманням порядку використання повітряного простору країни.

Радіотехнічні війська можуть залучатися для виявлення надводних цілей, ядерних вибухів, спостереження за запуском (спуском) космічних об'єктів на початкових (кінцевих) ділянках їх траєкторій.